# 대한민국 외교부 장관
대한민국 외교부 장관은 대한민국 외교부의 수장으로 국무위원으로 보한다. 외교부 장관은 국무위원 서열 4위에 해당한다.

## 역사
외교부 장관의 역사는 외교부의 역사에 따른다.
1948년 정부 수립 당시 외무부가 발족함에 따라 외무부 장관이 역할을 수행하기 시작했다. 1998년, 외무부가 외교통상부로 개편되면서 외교통상부 장관이 역할을 수행하였다.
2013년, 외교통상부가 외교부로 개편되면서 외교부 장관이 역할을 수행하게 되었다.

## 임명
외교부장관을 포함한 대한민국의 장관은 헌법 상 국무위원 중에서 국무총리의 제정으로 대통령이 임명한다.
국무위원은 국무총리의 제청으로 대통령이 임명하며 임명 이전 국회의 인사청문회를 거치게 된다.
국회는 국무위원의 해임을 대통령에게 건의할 수 있으며 이 때 해임건의는 국회의원 재적의원 3분의 1 이상의 발의에 의하여 국회재적의원 과반수의 찬성을 필요로 한다. 또한 국무총리는 국무위원의 해임을 대통령에게 건의할 수 있다.

## 역할
대한민국 외교부 장관은 다음과 같은 역할을 한다.
1. 정부조직법 제7조제1항에 따라 각 행정기관의 장은 소관사무를 통할하고 소속공무원을 지휘·감독한다.
2. 정부조직법 제30조제1항에 따라 외교부장관은 외교, 경제외교 및 국제경제협력외교, 국제관계 업무에 관한 조정, 조약 기타 국제협정, 재외국민의 보호·지원, 재외동포정책의 수립, 국제정세의 조사·분석에 관한 사무를 관장한다.

## 역대 외무부 장관(1948~1998)
| 대수   | 이름   | 취임일           | 퇴임일           | 정부        |
| ------ | ------ | ---------------- | ---------------- | ----------- |
| 제1대  | 장택상 | 1948년 8월 15일  | 1948년 12월 24일 | 제1공화국   |
| 제2대  | 임병직 | 1949년 1월 31일  | 1951년 4월 15일  | 제1공화국   |
| 제3대  | 변영태 | 1951년 4월 16일  | 1955년 7월 28일  | 제1공화국   |
| 제4대  | 조정환 | 1955년 7월 29일  | 1959년 12월 21일 | 제1공화국   |
| 제5대  | 허정   | 1960년 4월 25일  | 1960년 8월 19일  | 제2공화국   |
| 제6대  | 정일형 | 1960년 8월 23일  | 1961년 5월 20일  | 제2공화국   |
| 제7대  | 김홍일 | 1961년 5월 21일  | 1961년 7월 21일  | 제2공화국   |
| 제8대  | 송요찬 | 1961년 7월 22일  | 1961년 10월 10일 | 제2공화국   |
| 제9대  | 최덕신 | 1961년 10월 11일 | 1963년 3월 15일  | 제2공화국   |
| 제10대 | 김용식 | 1963년 3월 16일  | 1963년 12월 16일 | 제2공화국   |
| 제11대 | 정일권 | 1963년 12월 17일 | 1964년 7월 24일  | 제3공화국   |
| 제12대 | 이동원 | 1964년 7월 25일  | 1966년 12월 26일 | 제3공화국   |
| 제13대 | 정일권 | 1966년 12월 27일 | 1967년 6월 29일  | 제3공화국   |
| 제14대 | 최규하 | 1967년 6월 30일  | 1971년 6월 3일   | 제3공화국   |
| 제15대 | 김용식 | 1971년 6월 4일   | 1973년 12월 2일  | 제3공화국   |
| 제16대 | 김동조 | 1973년 12월 3일  | 1975년 12월 18일 | 제4공화국   |
| 제17대 | 박동진 | 1975년 12월 19일 | 1980년 9월 1일   | 제4공화국   |
| 제18대 | 노신영 | 1980년 9월 2일   | 1982년 6월 1일   | 제5공화국   |
| 제19대 | 이범석 | 1982년 6월 2일   | 1983년 10월 9일  | 제5공화국   |
| 제20대 | 이원경 | 1983년 10월 15일 | 1986년 8월 26일  | 제5공화국   |
| 제21대 | 최광수 | 1986년 8월 26일  | 1988년 12월 5일  | 제5공화국   |
| (유임) | 최광수 | 1986년 8월 26일  | 1988년 12월 5일  | 노태우 정부 |
| 제22대 | 최호중 | 1988년 12월 5일  | 1990년 12월 27일 | 노태우 정부 |
| 제23대 | 이상옥 | 1990년 12월 27일 | 1993년 2월 26일  | 노태우 정부 |
| 제24대 | 한승주 | 1993년 2월 26일  | 1994년 12월 24일 | 김영삼 정부 |
| 제25대 | 공로명 | 1994년 12월 24일 | 1996년 11월 7일  | 김영삼 정부 |
| 제26대 | 유종하 | 1996년 11월 7일  | 1998년 3월 3일   | 김영삼 정부 |

## 역대 외교통상부 장관(1998~2013)
| 대수   | 이름   | 취임일          | 퇴임일           | 정부        |
| ------ | ------ | --------------- | ---------------- | ----------- |
| 제27대 | 박정수 | 1998년 3월 3일  | 1998년 8월 4일   | 김대중 정부 |
| 제28대 | 홍순영 | 1998년 8월 4일  | 2000년 1월 14일  | 김대중 정부 |
| 제29대 | 이정빈 | 2000년 1월 14일 | 2001년 3월 26일  | 김대중 정부 |
| 제30대 | 한승수 | 2001년 3월 26일 | 2002년 2월 4일   | 김대중 정부 |
| 제31대 | 최성홍 | 2002년 2월 4일  | 2003년 2월 27일  | 김대중 정부 |
| 제32대 | 윤영관 | 2003년 2월 27일 | 2004년 1월 17일  | 노무현 정부 |
| 제33대 | 반기문 | 2004년 1월 17일 | 2006년 11월 10일 | 노무현 정부 |
| 제34대 | 송민순 | 2006년 12월 1일 | 2008년 2월 29일  | 노무현 정부 |
| 제35대 | 유명환 | 2008년 2월 29일 | 2010년 9월 8일   | 이명박 정부 |
| 제36대 | 김성환 | 2010년 10월 8일 | 2013년 3월 11일  | 이명박 정부 |

## 역대 외교부 장관(2013~)
| 대수   | 이름   | 취임일          | 퇴임일          | 정부        |
| ------ | ------ | --------------- | --------------- | ----------- |
| 제37대 | 윤병세 | 2013년 3월 11일 | 2017년 6월 18일 | 박근혜 정부 |
| 제38대 | 강경화 | 2017년 6월 18일 | 2021년 2월 8일  | 문재인 정부 |
| 제39대 | 정의용 | 2021년 2월 9일  | 2022년 5월 11일 | 문재인 정부 |
| 제40대 | 박진   | 2022년 5월 12일 | 2024년 1월 10일 | 윤석열 정부 |
| 제41대 | 조태열 | 2024년 1월 10일 | 2025년 7월 18일 | 윤석열 정부 |
| 제42대 | 조현   | 2025년 7월 18일 | 현직            | 이재명 정부 |

## 같이 보기
- 외교부
- 외교부 차관
- 외교부 차관보